# Altus (Oklahoma)
Altus és una ciutat dels Estats Units a l'estat d'Oklahoma. Segons el cens del 2000 tenia 21.447 habitants.

## Demografia
Segons el cens del 2000, Altus tenia 21.447 habitants, 7.896 habitatges, i 5.629 famílies. La densitat de població era de 492 habitants per km².
Dels 7.896 habitatges en un 38,9% hi vivien nens de menys de 18 anys, en un 55,6% hi vivien parelles casades, en un 11,7% dones solteres, i en un 28,7% no eren unitats familiars. En el 25,1% dels habitatges hi vivien persones soles el 9,5% de les quals corresponia a persones de 65 anys o més que vivien soles. El nombre mitjà de persones vivint en cada habitatge era de 2,62 i el nombre mitjà de persones que vivien en cada família era de 3,14.
Per edats la població es repartia de la següent manera: un 29,8% tenia menys de 18 anys, un 11% entre 18 i 24, un 29,8% entre 25 i 44, un 17,9% de 45 a 60 i un 11,5% 65 anys o més.
L'edat mediana era de 32 anys. Per cada 100 dones de 18 o més anys hi havia 94,1 homes.
La renda mediana per habitatge era de 30.217 $ i la renda mediana per família de 38.400 $. Els homes tenien una renda mediana de 28.041 $ mentre que les dones 18.856 $. La renda per capita de la població era de 15.378 $. Entorn del 14,6% de les famílies i el 17,2% de la població estaven per davall del llindar de pobresa.

## Poblacions més properes
El següent diagrama mostra les poblacions més properes.

## Geografia

### Clima
Dades climàtiques per la ciutat d'Altus.
| 'Paràmetres climàtics mitjans de Altus' | 'Paràmetres climàtics mitjans de Altus' | 'Paràmetres climàtics mitjans de Altus' | 'Paràmetres climàtics mitjans de Altus' | 'Paràmetres climàtics mitjans de Altus' | 'Paràmetres climàtics mitjans de Altus' | 'Paràmetres climàtics mitjans de Altus' | 'Paràmetres climàtics mitjans de Altus' | 'Paràmetres climàtics mitjans de Altus' | 'Paràmetres climàtics mitjans de Altus' | 'Paràmetres climàtics mitjans de Altus' | 'Paràmetres climàtics mitjans de Altus' | 'Paràmetres climàtics mitjans de Altus' | 'Paràmetres climàtics mitjans de Altus' |
| Mes                                     | Gen.                                    | Feb.                                    | Mar.                                    | Abr.                                    | Mai.                                    | Jun.                                    | Jul.                                    | Ago.                                    | Set.                                    | Oct.                                    | Nov.                                    | Des.                                    | Anual                                   |
| --------------------------------------- | --------------------------------------- | --------------------------------------- | --------------------------------------- | --------------------------------------- | --------------------------------------- | --------------------------------------- | --------------------------------------- | --------------------------------------- | --------------------------------------- | --------------------------------------- | --------------------------------------- | --------------------------------------- | --------------------------------------- |
| Temperatura màxima registrada °C (°F)   | 28,9 (84)                               | 32,8 (91)                               | 38,9 (102)                              | 40,6 (105,1)                            | 41,7 (107,1)                            | 46,7 (116,1)                            | 43,9 (111)                              | 45 (113)                                | 41,1 (106)                              | 36,7 (98,1)                             | 33,3 (91,9)                             | 30,6 (87,1)                             | 46,7 (116,1)                            |
| Temperatura mínima registrada °C (°F)   | −20,0 (−4)                              | −16,1 (3)                               | −13,3 (8,1)                             | −3,9 (25)                               | 3,3 (37,9)                              | 9,4 (48,9)                              | 14,4 (57,9)                             | 12,2 (54)                               | 1,7 (35,1)                              | −2,2 (28)                               | −10,0 (14)                              | −16,7 (1,9)                             | −20,0 (−4)                              |
| Temperatura diària màxima °C (°F)       | 9,4 (48,9)                              | 12,8 (55)                               | 17,8 (64)                               | 23,9 (75)                               | 27,8 (82)                               | 32,8 (91)                               | 35,6 (96,1)                             | 35,0 (95)                               | 30,0 (86)                               | 23,9 (75)                               | 16,7 (62,1)                             | 11,1 (52)                               | 23,3 (73,9)                             |
| Temperatura diària mínima °C (°F)       | −2,8 (27)                               | 0,0 (32)                                | 3,9 (39)                                | 10,0 (50)                               | 15,6 (60,1)                             | 20,0 (68)                               | 22,8 (73)                               | 22,2 (72)                               | 17,8 (64)                               | 11,1 (52)                               | 3,9 (39)                                | −0,6 (30,9)                             | 10,0 (50)                               |
| Precipitació total mm (polzades)        | 23,0 (0,9)                              | 23,0 (0,9)                              | 36,0 (1,4)                              | 51,0 (2)                                | 127,0 (5)                               | 79,0 (3,1)                              | 48,0 (1,9)                              | 53,0 (2,1)                              | 71,0 (2,8)                              | 69,0 (2,7)                              | 25,0 (1)                                | 25,0 (1)                                | 627,0 (24,7)                            |
| Font: Weatherbase.com                   |                                         |                                         |                                         |                                         |                                         |                                         |                                         |                                         |                                         |                                         |                                         |                                         |                                         |